# 索爾羅馬 (加利福尼亞州)
索爾羅馬（英語：Solromar）是位於美國加利福尼亞州文圖拉縣的一個非建制地區。該地的面積和人口皆未知。

## 地理
索爾羅馬的座標為34°03′00″N 119°57′13″W / 34.05000°N 119.95361°W，而該地的平均海拔高度為39米（即128英尺）。